# Syntormon tarsatum
Syntormon tarsatum är en tvåvingeart som först beskrevs av Carl Fredrik Fallén 1823.  Syntormon tarsatum ingår i släktet Syntormon, och familjen styltflugor. Arten är reproducerande i Sverige.